# Mahmoud Abu Zeid
Mahmoud Abu Zeid  (arabisch محمود أبو زيد, DMG Maḥmūd Abū Zaid; * 1935 in al-Buhaira) ist ein ägyptischer Politiker.

## Leben
Mahmoud Abu Zeid wurde 1962 zum Doktor des Grundwasser - Ingenieurwesens an der University of California, Davis promoviert. Er war Vorsitzender des Weltwasserforums und des INP Council der World Meteorological Organization. Von 1973 bis 1975 leitete er das Technische Büro des Bewässerungsministeriums.
Von 1979 bis 1997 leitete er die ägyptische Wasserforschungsanstalt. Von 2005 bis 2009 saß er dem Rat der African Water Facility (AWF), der afrikanischen Entwicklungsbank vor.
Mahmoud Abdel A. Abou Zeid ist verheiratet, Vater von zwei Söhnen, Autor von sechs Büchern und 96 wissenschaftlicher Artikel.
Er trat im Juli 1997 in die Regierung von Atif Muhammad Nagib Sidqi ein, war im ersten Kabinett Ganzuri, im Kabinett Abaid und im zweiten Kabinett Nazif wurde er abgelöst.